# Уолл, Шон Сайфа
Шон Сайфа Уолл (англ. Sean Saifa Wall) — интерсекс-активист и правозащитник. Уолл — интерсекс и квир и бывший президент Interact Advocates for Intersex Youth.

## Биография
Шон Сайфа Уолл рос в Бронксе, в семье где были и другие интерсекс-люди. В интервью Пиджону Пагонису он описывает, как его дядя был вынужден спать снаружи на крыльце больницы после операции, и как пересекаются проблемы интерсекс-людей и чернокожих в США. [4] Проводя параллели, Уолл заявил: «Несмотря на то, что эти вещи кажутся разными, у них один общий знаменатель — спонсируемое государством насилие против маргинализированных людей». У Уолла синдром частичной нечувствительности к андрогенам, из-за чего ему была проведена гонадэктомия в 13 лет, что потребовало заместительной гормональной терапии на всю оставшуюся жизнь.
До поступления в колледж Williams College, в 14 лет, он был волонтёром в Gay Men's Health Crisis. Позже он отправился на Кубу с Interreligious Foundation for Community Organization, документируя местную систему здравоохранения.

## Правозащитная деятельность
Уолл занимал пост президента Interact Advocates for Intersex Youth в течение трех лет. В течение этого времени организация подала иск, M.C. v. Medical University of South Carolina, в графстве Ричмонд, Южная Каролина, в партнерстве с Southern Poverty Law Center.
В 2015 году Уолл присоединился к международному консультативному совету по созданию первого благотворительного Фонда по правам интерсекс-людей, учрежденного Astraea Lesbian Foundation for Justice. Он также разработал арт-проект под названием EMERGE.
Как часть своей адвокационной работы, Уолл дал интервью Nightline, где он противостоял своему детскому хирургу, BuzzFeed, HuffPost Live, и писан для The Advocate и Quartz. Уолл выступил на TEDxGrandRapids в мае 2015 года.

## Выборочная библиография

### Публикации в журналах
- Wall, Sean Saifa. Standing at the Intersections: Navigating Life as a Black Intersex Man (англ.) // Narrative Inquiry in Bioethics. — 2015. — Vol. 5, iss. 2. — P. 117—119.

### Публикации в сети
- Wall, Sean Saifa. Love, complexity and inter-sectionality // Intersex Day. — 2016. — 21 July.
- Wall, Sean Saifa. American surgeons are still mutilating children who don't look "normal" // Quartz. — 2015. — 25 April.
- Wall, Sean Saifa, Georgiann Davis. Op-ed: Hey, Fox News, Intersex Is Not A Punchline. — 2014. — 26 February.